# Tomáš III. Pálffy z Erdődu
Tomáš III. Pálffy z Erdődu (maďarsky Erdődi báró Pálffy Tamás, 1620, Bratislava  - 6. května 1679, Vídeň) byl uherský šlehtic a duchovní z rodu Pálffyů. Zastával biskupské úřadu v Čanádu, Vacově, Jágeru a Nitře.

## Život
Tomáš Pálffy se narodil jako syn Michala Pálffyho, jednoho z předních šlechticů v Uhrách. V roce 1633 vystudoval filozofii v Bratislavě a poté v Trnavě a v roce 1641 odešel na studia na římském Collegiu Germanico-Hungaricu, kde v červnu roku 1645 sloužil svou první mši. Téhož roku se vrátil do Uher a 13. prosince byl jmenován kanovníkem v Ostřihomi. V této funkci nějaký čas spolupracoval s Jiřím Lippayem. V roce 1647 se stal uherským arciděkanem a v roce 1649 byl jmenován do funkce arciděkana zvolenské diecéze a od 10. května 1651 byl kanovníkem a opatem v Bathu.
Roku 1652 jej král učinil biskupem v Čanádu a 10. srpna 1653 se stal proboštem v Banátu. V roce 1654 odcestoval do Říma, aby u Svatého stolce předložil své potvrzení pro čanádskou diecézi. Na biskupa byl vysvěcen v roce 1655 v Trenčíně Jiřím Lippayem. Opakovaně žádal uherského primase o svěření úřadu pomocného biskupa ve Vacově s tím, že jeho příbuzní prolili krev při obraně Veszprému. Jeho přání bylo vyslyšeno a v roce 1658 se stal proboštem v Ostřihomi, Bratislavě a Vacově.
V roce 1660 se stal jágerským biskupem. V roce 1669 se stal kancléřem a znovu mu bylo přiděleno proboštství v Bratislavě a v Jašově. V roce 1670 byl přeložen do nitranské diecéze, které působil téměř deset let.
Těšil se velké oblibě u císaře Leopolda I., který jej nazýval „andělským rádcem“.
Jeho silné, vlastenecké a ústavní cítění se projevilo v boji vedeném v roce 1678 proti rakouskému kancléři Pavlu Hocherovi na zasedání parlamentu. Tomáš Pálffy byl výřečný, horlivý a obětavý duchovní, který štědře podporoval nejen nitranskou katedrálu, ale udělal mnoho i pro vzdělání.
V roce 1678 koupil od Alžběty Rákócziové ves Hejce za 27 000 zlatých. Když se ho později zmocnili Thökolyové, vykoupil ho znovu za 34 000 zlatých.
Biskup Tomáš III. hrabě Pálffy z Erdődu zemřel ve Vídni na jaře roku 1679.

## Jeho spisy
Tomáš Pálffy po sobě zanechal několik písemných děl, která v 19. století uspořádal bibliograf József Szinnyei takto: 
- Foelicitas Mater, Cvm Svorvm, Corona, Et Gratia Filiorvm Defvncta, Siue Oratio Fvnebris In Exeqvijs Illustrissimae Comitissae, Ac Dominae ... Mariae Fvgger ... Qvondam Comitis ... Nicolai Palffy Ab Erdeőd... Delictae Viduae, Item Illustrissimorum Heroum Fratrum, & memoratae Comitissae Filiorum imprimis ... Comitis, ac Domini ... Stephani Pálffy ... Equitis Aurati; Commitatus Posoniensis Supremi Comitis ... & Deinde Illustr. ... Comitis ... Ioannis Pálffy ... comitatus Comaromiensis Supremi Comitis ... Habita Posonij in Capitulari Ecclesia sancti Martini ... Anno M.DC.XLVI. Mense Maio, Die XXIX. Viennae
- Thesaurus Perditus seu Oratio In Exequijs Illustr. Comitis ... Francisci Forgacs de Gimes, Supremi Comitis Comitatus Barsiensis ... habita ... Tyrnaviae In Ecclesia maiori S. Nicolai Die 17. Decembris Anno 1648. Trencsinii
- In Exeqviis Illustr. Comitis ... Ladislai Eszterhazi De Galanta ...Comitatus Soproniensis Supremi Comitis ... Item Spectabilivm ... Dominorvm Francisci Eszterhazi ... Supremi Capitanei ... Thomae Eszterhazi ... Praesidij Levensis Vicecapitanei, &c. Gaspari Eszterhazi ... In praelio contra Turcas ad campum Nagy-Vezekény habito, simul pro Patria, Die 26. Augusti, gloriosè occumbentium. Oratio ... Habita Tyrnaviae, in Ecclesiâ S. Joannis-Baptistae, Die XXVI. Novembris Anno M.DC.LII. Viennae 1653
- Rituale Agriense, seu formula agendorum in administratione Sacramentorum etc. Cassoviae, 1666
- Latin nyelvű levelei (14 db) Lobkovicz Vencel herceghez (u knížete Mořice z Lobkovic v archivu na zámku v Roudnici n. L.)